# Gustaf Komppa

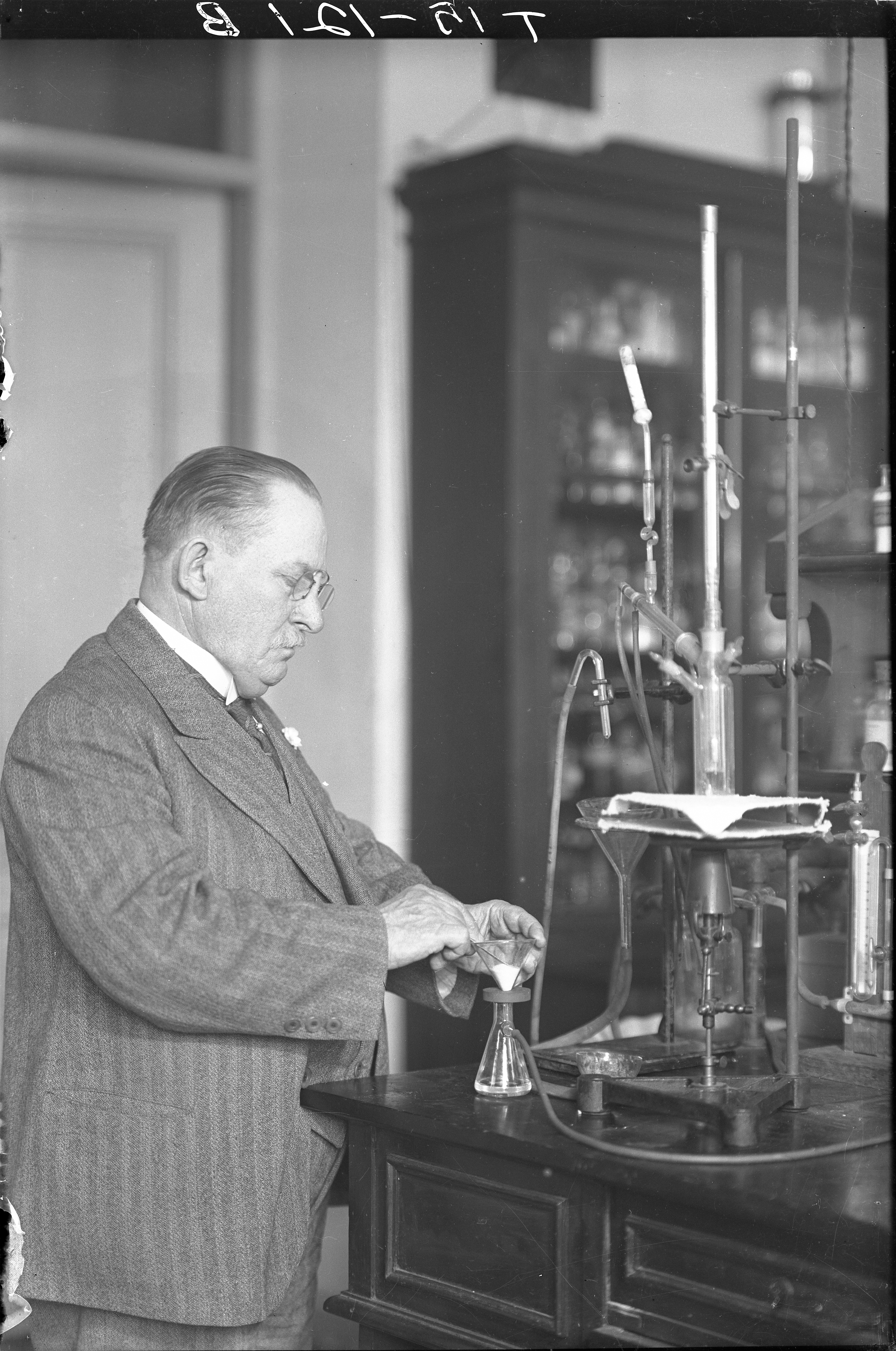
Gustaf Komppa.

Gustaf Komppa, född 28 juli 1867 i Viborg, död 20 januari 1949 i Helsingfors, var en finländsk kemist. 
Komppa studerade vid Polytekniska institutet.  Han blev filosofie licentiat år 1893 på avhandlingen Ueber kernsubstituirte Styrole, docent i kemi vid Helsingfors universitet år 1898. Han var lärare i kemi vid Polytekniska institutet från år 1894 och efter dess ombildning till teknisk högskola professor där 1908–37. Från 1935 till 1945 var han kansler vid Åbo universitet.
Komppa var en framgångsrik forskare, särskilt inom kamfergruppen, och erhöll för sina syntetiska arbeten på detta område Längmanska priset 1903. Han var generalsekreterare i finska Vetenskapsakademien sedan dess grundande 1908 och ordförande i Kordelinska stiftelsens styrelse. Han invaldes år 1908 i Finska Vetenskaps-Societeten och år 1935 i  svenska Ingenjörsvetenskapsakademien. 
Asteroiden 1406 Komppa är uppkallad efter honom.